# 諸輪
諸輪（もろわ）は、愛知県愛知郡東郷町の大字。郵便番号は470-0151（集配局:日進郵便局）。

## 地理
東郷町北東部に位置し、東はみよし市黒笹町・根浦町・福谷町、西は御岳・白鳥・大字和合・日進市折戸町、南はみよし市三好町、北は日進市米野木町に接する。

### 河川
- 境川
- 前川
- 小口川
- 篠木川
- 愛知用水

### 池
- 愛知池（東郷調整池） - 日進市米野木町、みよし市黒笹町にまたがる
- 押草下池
- 米ケ廻間池

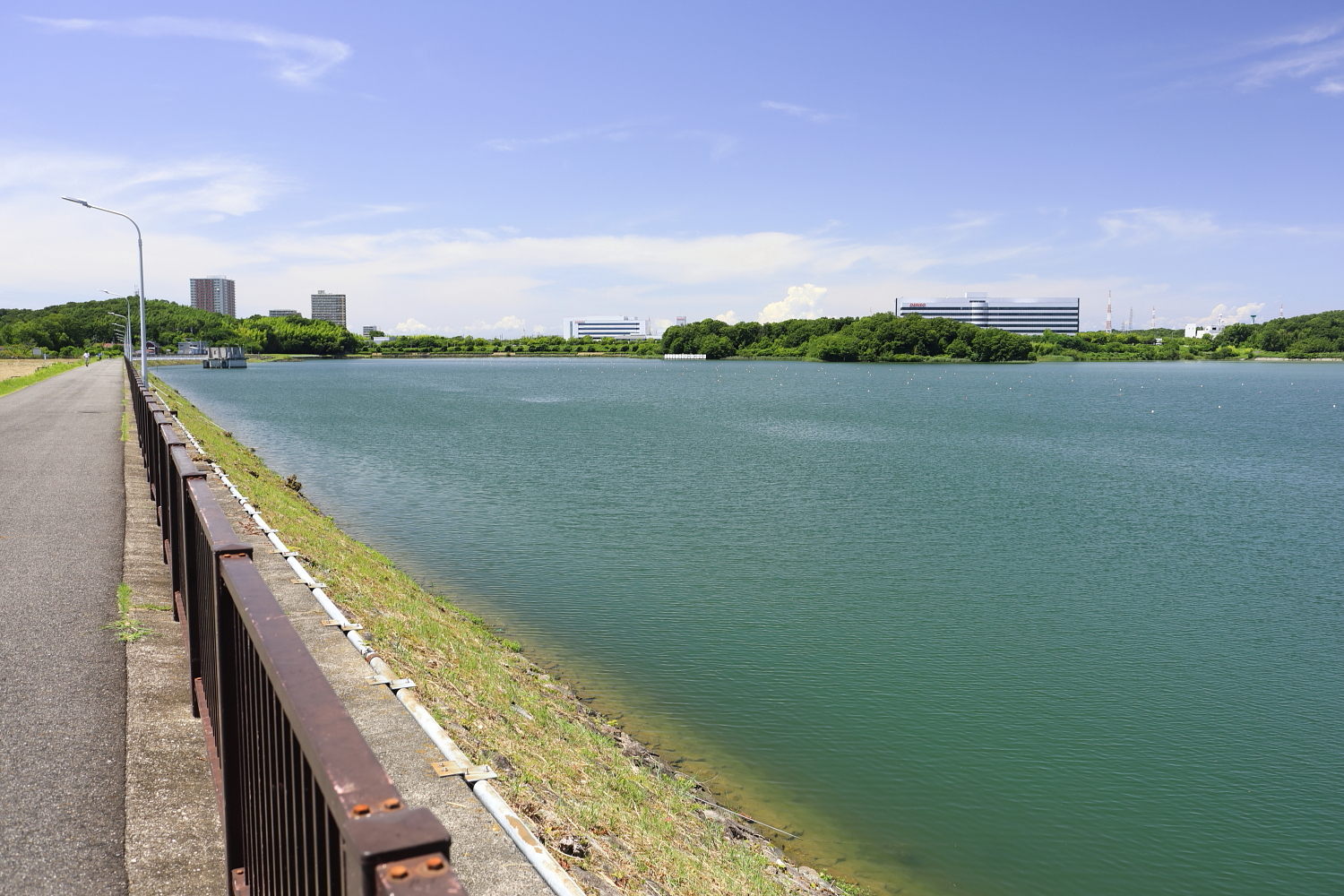
愛知池
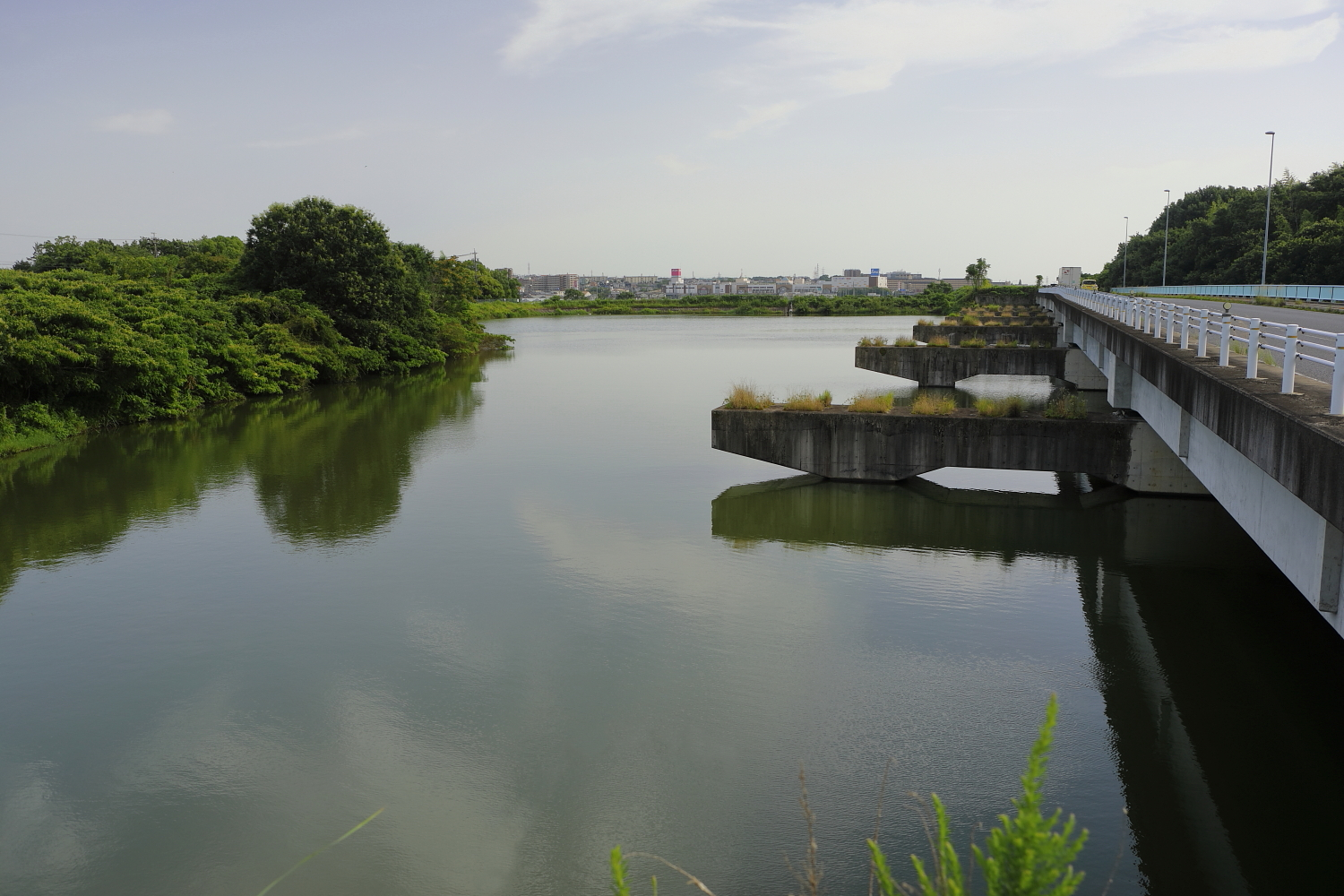
米ケ廻間池

### 小字
- 曙（あけぼの）
- 尼ケ根（あまがね）
- 池上（いけがみ）
- 稲場（いなば）
- 後山（うしろやま）
- 永丁（えいちょう）
- 押草（おしくさ）
- 押草台（おしくさだい）
- 片平山（かたひらやま）
- 上市（かみいち）
- 上前田（かみまえだ）
- 観音（かんのん）
- 観音畑（かんのんばた）
- 北木戸西（きたきとにし）
- 北山（きたやま）
- 狐坂（きつねざか）
- 木戸畑（きとばた）
- 車坂（くるまざか）
- 小泉（こいずみ）
- 五反田（ごたんだ）
- 米ケ廻間（こめがさま）
- 篠木（しのき）
- 下市（しもいち）
- 上鉾（じょうぼく）
- 杉ノ木（すぎのき）
- 大坊池（だいぼういけ）
- 百々（どうどう）
- 永井田（ながいだ）
- 中市（なかいち）
- 中木戸西（なかきとにし）
- 仲田（なかだ）
- 永根（ながね）
- 仁登（にと）
- 畑尻山（はたじりやま）
- 畑尻（はたじり）
- 八王子前（はちおうじまえ）
- 東百々（ひがしどうどう）
- 東諸輪（ひがしもろわ）
- 東脇（ひがしわき）
- 福田（ふくでん）
- 富士塚（ふじづか）
- 富士見台（ふじみだい）
- 前田（まえだ）
- 南木戸西（みなみきとにし）
- 向イ（むかい）
- 葭ケ廻間（よしがさま）
- 吉田（よしだ）

## 世帯数と人口
2024年（令和6年）7月31日現在の世帯数と人口は以下の通りである。
| 大字 | 世帯数    | 人口    |
| ---- | --------- | ------- |
| 諸輪 | 1,846世帯 | 4,215人 |

## 学区
町立小・中学校に通う場合、学区は以下の通りとなる。
| 地域 | 小学校                                                   | 中学校                                |
| ---- | -------------------------------------------------------- | ------------------------------------- |
|      | 東郷町立東郷小学校 東郷町立諸輪小学校 東郷町立高嶺小学校 | 東郷町立東郷中学校 東郷町立諸輪中学校 |

## 歴史
愛知郡諸輪村を前身とする。

### 地名の由来
尾張国地名考に、「正字室廻の義なるべし、三方に山を周旋して太陽の気の籠る所を室輪とも室ともいふ」とあり、室輪から変化したとみられる。

### 沿革
- 1889年（明治22年）10月1日 - 町村制施行・合併に伴い、愛知郡諸和村大字諸輪となる[6]。
- 1906年（明治39年）5月10日 - 合併に伴い、東郷村大字諸輪となる[6]。
- 1966年（昭和41年）8月18日 - 一部が和合ケ丘となる[6][7]。
- 1970年（昭和45年）4月1日 - 町制施行に伴い、東郷町大字諸輪となる[6]。
- 1979年（昭和54年）2月22日 - 一部が白鳥・御岳となる[6][7]。
- 1980年（昭和55年） - 一部が北山台となる[6]。

## 施設
- 愛知県総合教育センター
- 愛知県水質試験所
- 東郷浄水場
- 愛知用水総合管理所
- 愛知池運動公園
- 東郷町立諸輪小学校
- 東郷町立諸輪中学校
- 東郷町立東郷小学校
- 東郷町立東郷中学校
- 東郷あやめこども園
- 名古屋大学大学院生命農学研究科東郷フィールド

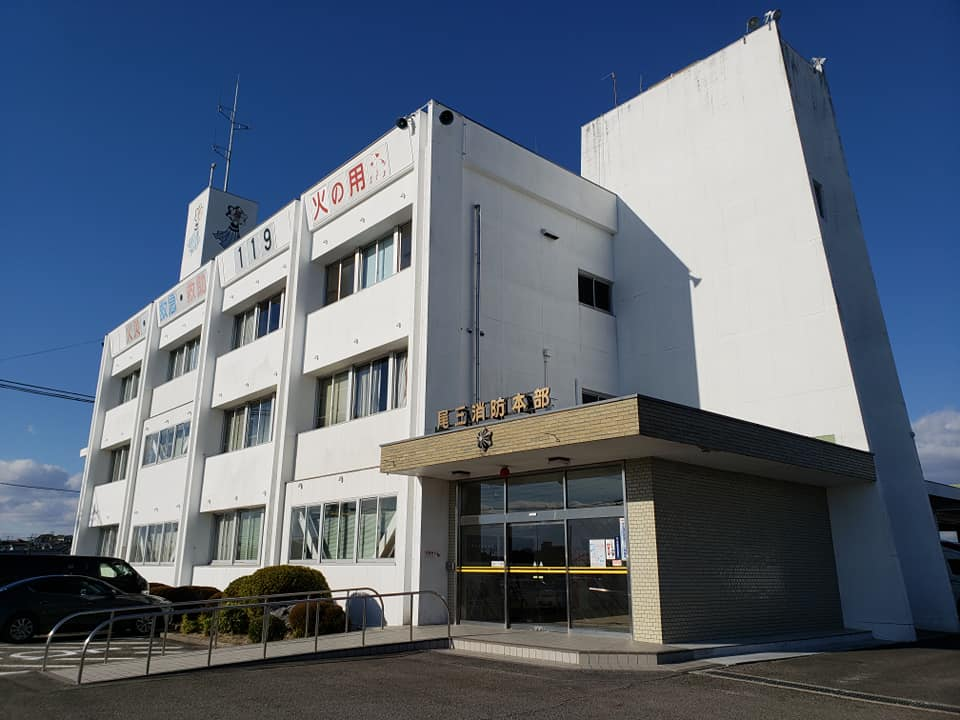
尾三消防本部
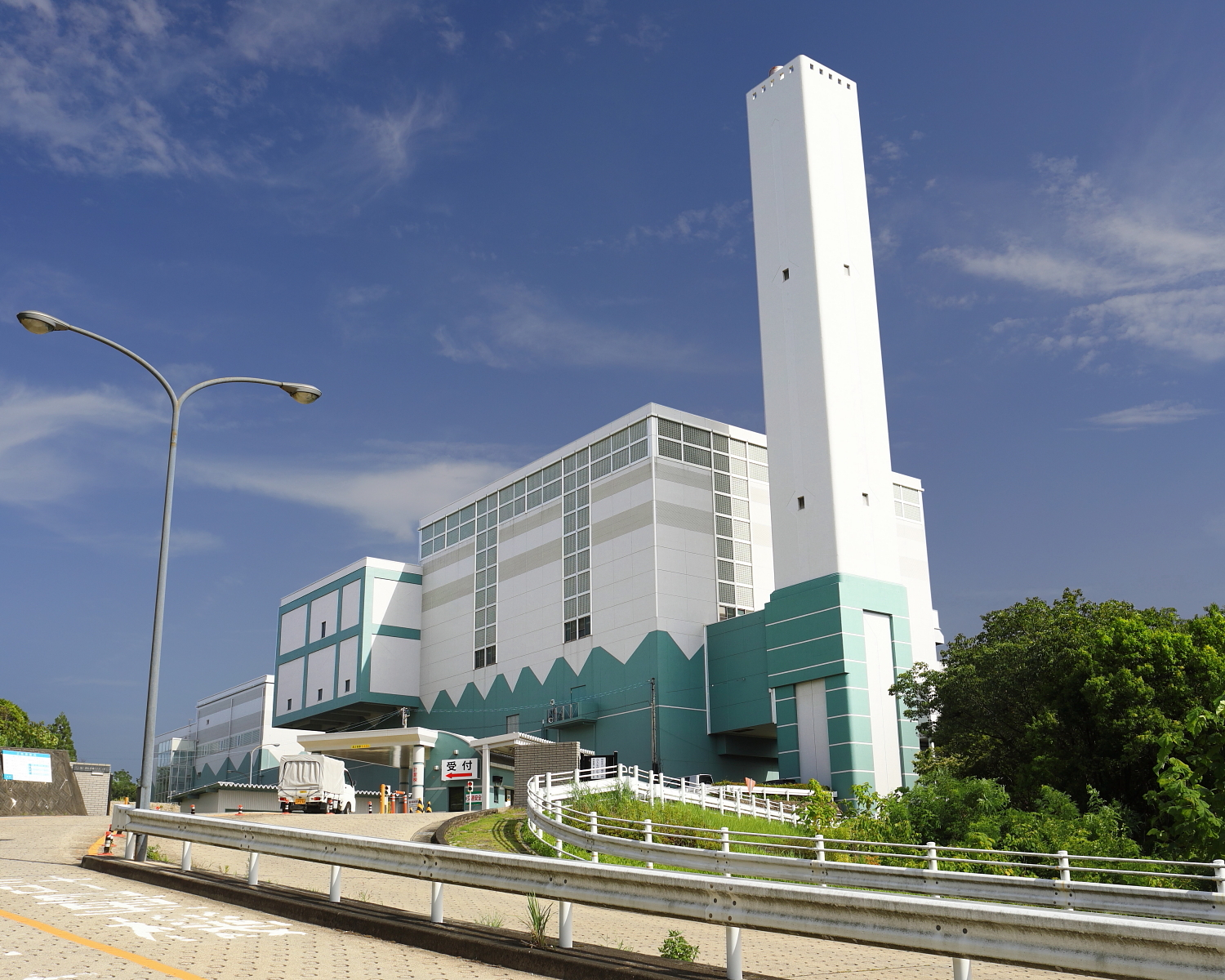
尾三衛生組合東郷美化センター
- 和合病院
- 東郷町福祉センター
- 東洋化学本社工場
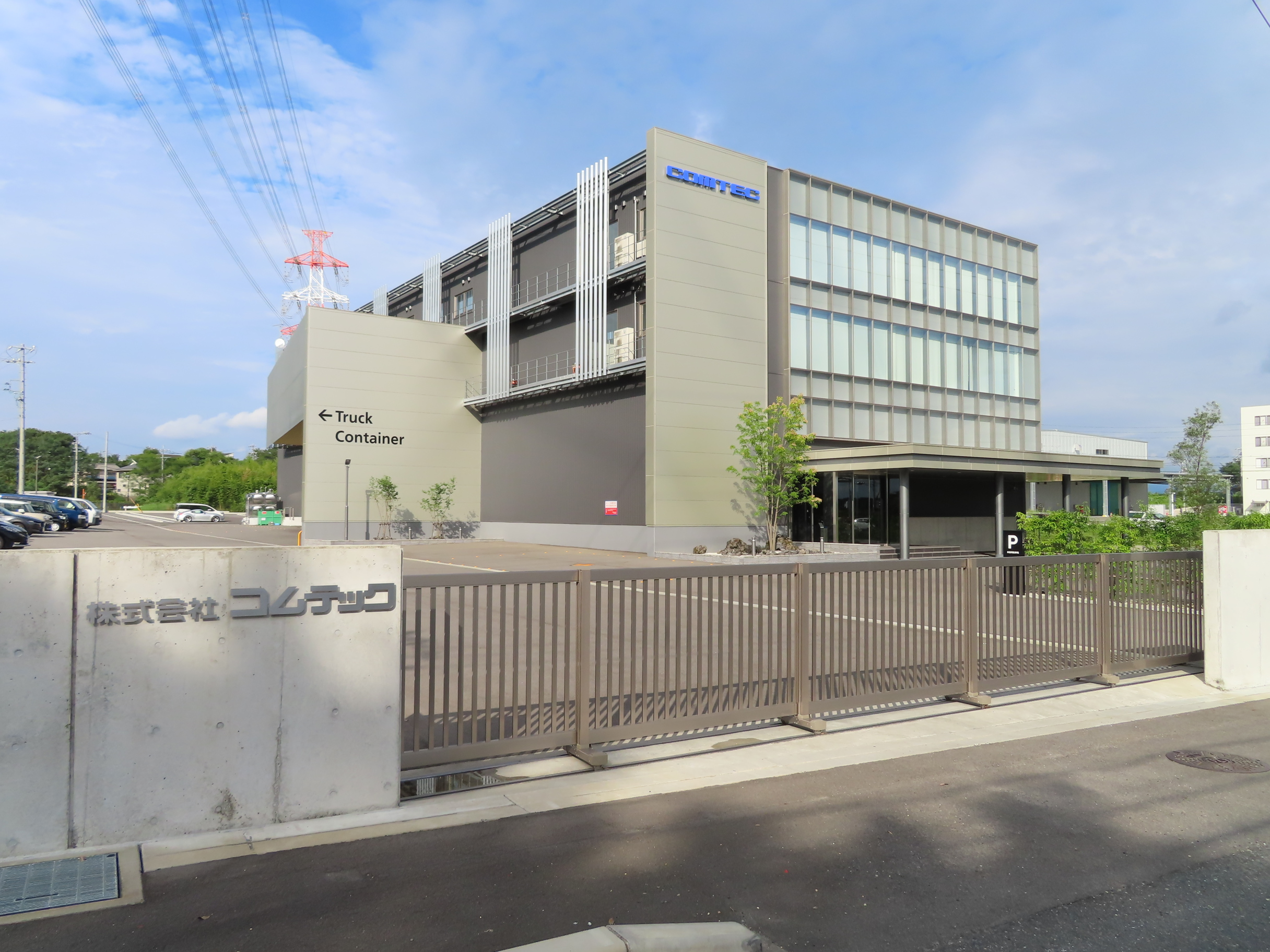
コムテック本社
- 県営諸輪住宅
- 寶珠院
- 清安寺
- 観音寺
- 白鳥神社
- 諸輪御嶽神社

- 尾三消防本部
- 東郷美化センター
- コムテック本社

## 交通
- 国道153号（豊田西バイパス）
- 愛知県道54号豊田知立線
- 愛知県道233号岩作諸輪線
- 愛知県道520号豊田東郷線